# Distretto di Moyale
Il distretto di Moyale (in inglese: Moyale District) era un distretto della provincia Orientale del Kenya, con capoluogo Moyale; aveva una popolazione di 53 479 abitanti e un'area di 9390 km².
È stato soppresso nel 2013, quando è stato accorpato alla contea di Marsabit.